# サラトガ (カリフォルニア州)
サラトガ（Saratoga）は、アメリカ合衆国カリフォルニア州のサンタクララ郡にある都市。人口は3万1051人（2020年）。サンノゼの南西15kmに位置し同市の郊外都市となっている。より広域的には、サラトガはサンフランシスコ・ベイエリアに属する。

## 歴史
サラトガに初めて入植したヨーロッパ人は、東隣のキャンベルを創設したベンジャミン・キャンベルの父、ウィリアム・キャンベルであった。ウィリアム・キャンベルは1848年、現在のサラトガ中心部から南東へ約4kmの地に製材工場を建てた。初期の地図には、この地はキャンベルズ・ギャップ（Campbell's Gap）と記されていた。1851年、工場を賃借していたマーティン・マッカーシーは、サンタクララバレーに有料道路を建設し、現在のサラトガの基となったマッカーシーズビル（McCarthysville）という名の町を創設した。料金所は現在のビッグ・ベイスン・ウェイと3rdストリートの交差点の近くにあった。
やがて町には家具工場、製粉所、製革工場、製紙工場などの産業が興った。こうした新しい産業の興りを記念して、マッカーシーズビルは1863年にバンクミルズ（Bank Mills）という名に改められた。また、1850年代にこの地で発見された鉱泉の含有物がニューヨーク州サラトガ・スプリングズのコングレス・スプリングスに類似していたことから、この泉がパシフィック・コングレス・スプリングスと呼ばれ、それがきっかけとなって1865年、バンクミルズはサラトガ・スプリングズにちなんで現称のサラトガに改められた。同じ頃、泉の近くにサラトガ・スプリングズの有名リゾートと同名の「コングレス・ホール」というリゾートホテルが建てられた。カリフォルニアのコングレス・ホールは1903年に焼失するまで観光客をこの地に集めていた。
第二次世界大戦前、サラトガではサンタクララ・バレーの他地域同様に農業が発展した。この頃に造られた葡萄園や果樹園は現在でも僅かに残っている。第二次世界大戦が終わると、町は急速に都市化が進み、1956年、サンノゼに合併されるのを防ぐことを主な理由として、サラトガは正式な市となった。歴史家ウィリス・I・ペックによると、法人化の推進にあたっては、「田園地帯のままで残そう」というスローガンが掲げられたという。現在では、サラトガはシリコンバレーに勤務するアッパー・ミドル（上位中流）階級のベッドタウンとなっている。

## 地理と都市概観
サラトガは北緯37度16分21秒 西経122度1分10秒 / 北緯37.27250度 西経122.01944度に位置している。サンノゼからは南西へ15km、サンフランシスコからは南東へ72kmに位置する。アメリカ合衆国国勢調査局によると、サラトガ市は総面積31.4km²（12.1mi²）で、全域が陸地である。市域には豊かなレッドウッドの森林、ワイン用のブドウ栽培に適した山麓、プルーンやアプリコットの栽培される果樹園が点在する一方で、郊外の家屋、学校、教会が建ち並んで市街化の進んでいる谷間がある。
市中心部のビッグ・ベイスン・ウェイ沿いは「ビレッジ」と呼ばれる。市の北部には、ブルックビューやブルー・ヒルズの各地区が、西端にはマウント・エデン地区が、そして南西端にはコングレス・スプリングス地区が広がる。市中心部のすぐ北東、サラトガ・アベニュー、サラトガ・サニーベール・ロード、コックス・アベニューに囲まれた地域はゴールデン・トライアングルと呼ばれている。ゴールデン・トライアングルの北東にはサラトガ・ウッズ地区が、東にはキト地区が、そして南東にはフルートベール地区がそれぞれ広がる。市庁舎はフルートベール地区内、フルートベール・アベニューとアレンデール・アベニューの角に立地しており、市中心部からは北東へ約2km離れている。

## 政治
サラトガはカリフォルニア州法の下で成立している市であり、市の組織および権限は州法によって定められている。
サラトガはシティー・マネージャー制を採っている。シティー・マネージャーは市の行政実務の最高責任者であり、市議会と市職員の橋渡し的な役割を担い、市職員の雇用、市の財政に関する説明責任の確約、および市の全ての政策の施行・管理に責任を負う。
市議会は5人の議員からなっている。市長および副市長は5人の議員の中から選出される。市長は拒否権を持っておらず、市議会の議長、および市の表向きの長としての役割を果たす。副市長は市長が不在のときに代行する。市議員の任期は4年で、2年ごとに2名ないし3名を改選する。
サラトガはカリフォルニア州議会上院議員選挙においては第15選挙区に、州議会下院議員選挙においては第24選挙区に属している。また、連邦議会下院議員選挙においては、サラトガはカリフォルニア第14選挙区に属している。この選挙区においては、民主党が非常に強い勢力を持っている。

## 交通
市の北東部にはサンノゼの環状線である高速道路規格のカリフォルニア州道85号線が北西-南東方向に通っている。州道85号線は州間高速道路I-280（I-80の支線）や国道101号線に接続しており、サンフランシスコをはじめベイエリア内の各地と高速道路網で結ばれている。
サラトガの公共交通はサンタクララバレー交通局の運行する路線バスが5系統のみで、ライトレールは通っておらず、主な交通手段は自動車となる。アムトラックの駅はなく、最も近い駅はサンノゼのディリドン駅となる。カルトレインもサラトガを通っておらず、サニーベール駅やマウンテンビュー駅がサンフランシスコ方面への最寄となる。
サラトガに最も近い商業空港は、市の中心部から車で約20分のサンノゼ国際空港（IATA:SJC）である。

## 名所

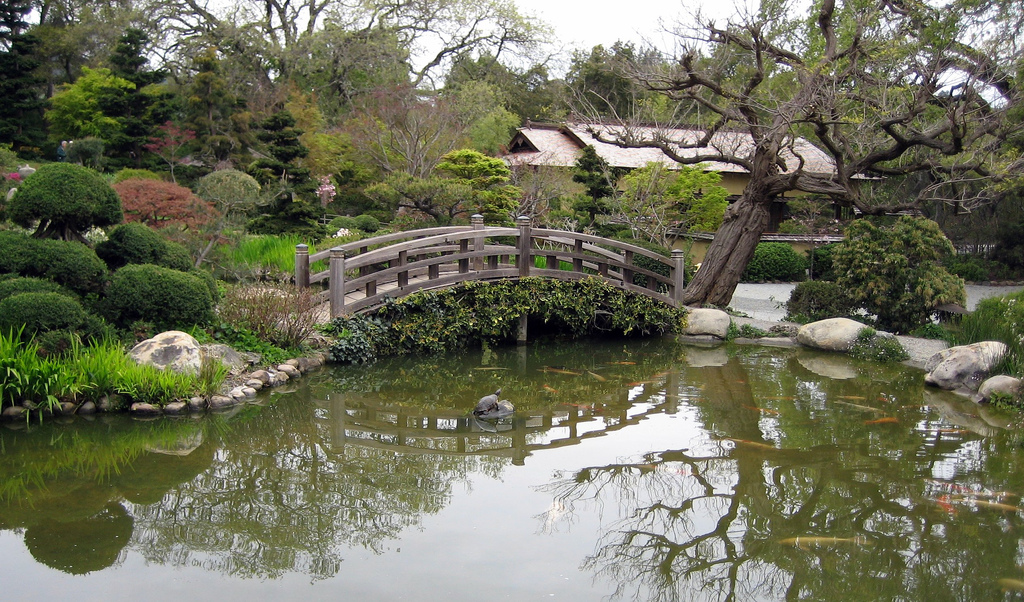
箱根ガーデン

- 箱根ガーデン

## 姉妹都市
サラトガは向日市（日本・京都府）と姉妹都市提携を結んでいる。箱根ガーデンの管理に向日市民が関わったことがきっかけとなり、両市は1984年に提携した。なお、サラトガの姉妹都市は向日市1都市のみである。